# Eupelmus flavovariegatus
Eupelmus flavovariegatus är en stekelart som beskrevs av William Harris Ashmead 1888. Eupelmus flavovariegatus ingår i släktet Eupelmus och familjen hoppglanssteklar. Inga underarter finns listade i Catalogue of Life.